# Classe de negocis

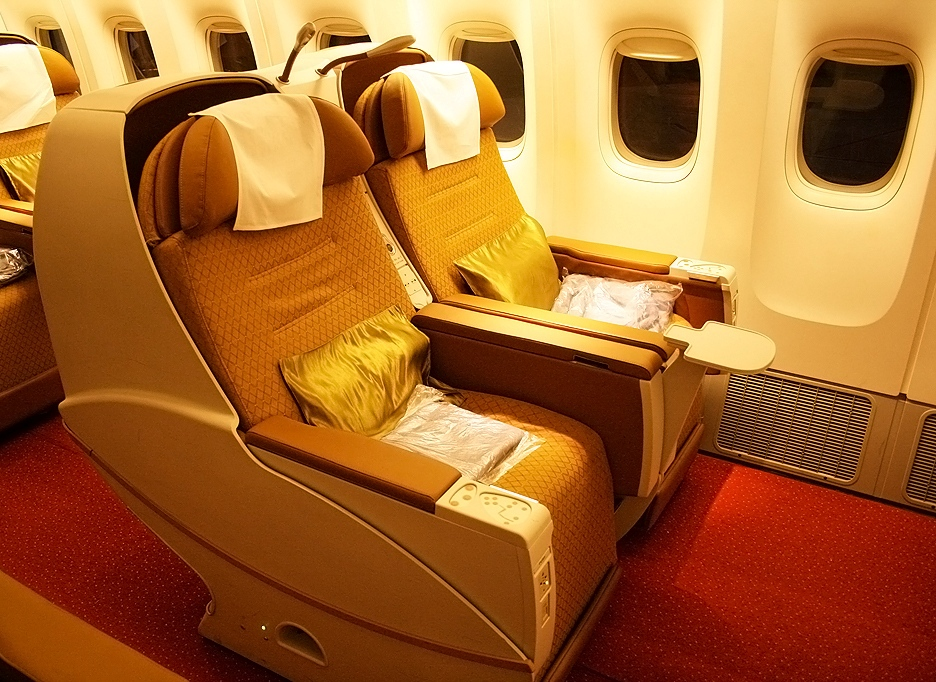
Seients de classe de negocis en un Boeing 777-300ER d'Air India

La classe de negocis o classe preferent és una classe de transport disponible en un gran nombre d'aerolínies i operadors ferroviaris comercials. El nom concret de la classe pot variar segons l'estratègia de marca de cada operador. En les aerolínies, fou creada com un nivell intermedi entre la primera classe i la classe econòmica, però des d'aleshores moltes aerolínies han passat a oferir la classe de negocis com a nivell de servei més alt després d'eliminar la primera classe. La classe de negocis es diferencia d'altres classes per la qualitat dels seients, l'espai disponible, la capacitat de passatgers, el menjar, les begudes, el servei a terra i altres gentileses. En aviació comercial, la classe de negocis sol tenir la sigla «J» o «C».